# Wojciech Gąsienica-Marcinowski
Wojciech Gąsienica-Marcinkowski (ur. ok. 1911, zm. 24 sierpnia 1932 w Tatrach) – polski skoczek narciarski, brązowy medalista Mistrzostw Polski 1932, taternik.
Studiował prawo na Uniwersytecie Jagiellońskim. Zginął wraz z Tadeuszem Bośniackim w urwisku Zmarzłej Przełęczy.

## Mistrzostwa Polski w skokach
| Miejsce | Dzień   | Rok  | Miejscowość | Skocznia       | Punkt K | Konkurs | Skok 1 | Skok 2 | Skok 3 | Nota      | Strata   | Zwycięzca          |
| ------- | ------- | ---- | ----------- | -------------- | ------- | ------- | ------ | ------ | ------ | --------- | -------- | ------------------ |
| 3.      | 6 marca | 1932 | Zakopane    | Wielka Krokiew | K-55    | ind.    | 53,5 m | 58,0 m | 55,5 m | 309,5 pkt | 34,5 pkt | Stanisław Marusarz |